# Université des études internationales de Shanghai
L'université des études internationales de Shanghai (sinogramme simplifié : 上海外国语大学 ; sinogramme traditionnel : 上海外國語大學 ; pinyin : Shànghǎi Wàiguóyǔ Dàxué ; Anglais : Shanghai International Studies University ou SISU) est une université d'enseignement et de recherche pluridisciplinaire à Shanghai, en République populaire de Chine. Elle est considérée comme l'une des deux meilleures universités spécialisées dans l'apprentissage des langues étrangères en Chine. Elle possède deux campus, un dans le district de Hongkou et un dans le district de Songjiang. Le campus de Hongkou est situé dans le centre de Shanghai sur 16,9 ha. Le campus de Songjiang s'étend sur 53,3 ha à la périphérie de la ville. 
Considérée comme l'une des plus prestigieuses universités du pays, elle fait partie du Projet 211 (en), qui est entrepris par le gouvernement chinois afin de renforcer et soutenir environ 100 établissements d'études supérieures dans les principales disciplines d'enseignement.
Selon la politique de l'université, elle s'engage à cultiver ses étudiants en langues étrangères avec « une haute qualité, des compétences multiples, une vision internationale, l'esprit d'innovation, et la capacité de pratique ».

## Histoire et changements de noms
L'université a été fondée en décembre 1949 (7 mois à peine après la conquête de la ville par les troupes communistes de l'Armée Populaire de Libération), sous le nom d'école russe de Shanghai (上海俄文学校),  Jiang Chunfang - un traducteur qui deviendra l'un des fondateurs de l'Encyclopédie de Chine - en fut son premier directeur. Par la suite, elle changea plusieurs fois de nom au cours de son histoire : elle devint l'université russe de Shanghai en 1952, puis l'Institut des langues étrangères de Shanghai (上海外国语学院) en 1956, à la suite de son extension à d'autres langues étrangères (le français, l'allemand, le japonais, l'arabe, l'espagnol, ainsi que l'anglais dont l'apprentissage fut rétabli), confirmée en 1963 par le Conseil des affaires de l'État. Elle prend son nom actuel, d'université des études internationales de Shanghai, en 1994.

## Structure de l'université
L'université est composée de collèges et de départements qui offrent un baccalauréat associé, le baccalauréat et des programmes de troisième cycle, des programmes pour adultes, des programmes de réseau et des programmes pour les étudiants internationaux.
Elle propose 36 programmes de baccalauréat :
- 21 en langues étrangères : anglais, russe, allemand, français, espagnol, arabe, japonais, persan, coréen, thaï, portugais, grec, italien, suédois, néerlandais, indonésien, ukrainien, vietnamien, hébreu, turc et chinois.
- 15 programmes de compréhension : traduction, commerce international, finance, droit, politique internationale, science de l'éducation, journalisme, actualités radio et télé, publicité, management et système d'information, administration d'entreprise, comptabilité, enseignement de l'Anglais, l'Anglais des affaires et relations publiques

L'université propose également 26 programmes de Master : langue et littérature anglaises, langue et littératures russes, langue et littérature françaises, langue et littérature allemandes, langue et littérature japonaises, langue et littérature espagnoles, langue et littérature arabes, linguistique étrangère et linguistique appliquée, littérature comparée et littérature mondiale, relations internationales, commerce international, management, science de l'éducation, journalisme, langue et littérature européennes, linguistique et linguistique appliquée, littérature moderne et contemporaine chinois, diplomatie, traduction, langue et littérature asiatiques et africaines, communication, politique internationale, éducation idéologique et politique, MTI, MBA and MTCSOL.
Il existe également 9 formations de second niveau de Philosophiæ doctor (langue et littérature Anglaises, langue et littérature Russes, langue et littérature Françaises, langue et littérature Allemandes, langue et littérature Japonaises, langue et littérature Arabes, traduction, relations internationales, linguistique étrangère et linguistique appliquée ; parmi lesquels traduction est le seul programme de master et Philosophiæ doctor en Chine et relations internationales est le seul programme qui ne concerne pas les langues), un programme de premier niveau de Philosophiæ doctor (langue et littérature étrangères), un centre post-doctorat (langue et littératures étrangères), un centre national de recherche sur les sciences humaines et sociales (Institut de recherche du Moyen-Orient), une école de premier cycle en langues non universelles (Italien, Portugais et Grec), deux programmes-clé nationaux (Anglais et Russe) et trois programmes-clé de Shanghai (Anglais, Russes et Arabe).

## Équipe pédagogique et étudiants
L'université compte plus de 300 professeurs et professeurs associés. Elle accueille plus de 1 100 élèves de troisième cycle, 5 300 élèves de premier cycle, 1 000 collégiens et 900 étudiants étrangers.

### Éducation des élèves internationaux
L'éducation des élèves internationaux a commencé à recruter des étudiants étrangers dans les années 1970, l'université enseignant le Chinois comme langue étrangère. Elle offre maintenant divers programmes de niveaux différents, allant des programmes courts et diplômes de Chinois aux programmes de Master et Doctorat en Chinois langue étrangère. Depuis 30 ans, ces programmes ont été suivis par plus de 10 000 étudiants internationaux pour les programmes à long terme et à environ 400 pour les à court terme.
L'enseignement des langues dans l'université est considéré comme son trait distinctif. Au cours des 30 dernières années, l'enseignement du chinois comme langue étrangère est devenue une discipline en pleine expansion et compte actuellement plus de 40 enseignants à temps plein, dont plus de la moitié d'entre eux sont des professeurs et professeurs associés. Une majorité d'entre eux sont titulaires du certificat de l'enseignement du chinois comme langue étrangère et ont eu une expérience d'enseignement du Chinois à l'étranger.

## Personnalités liées à l'université

### Étudiants
- Wang Yeping (en) - ancienne Première dame de Chine (1993-2003), en sa qualité d'épouse de Jiang Zemin.
- Li Linsi - ancien conseiller diplomatique de Tchang Kaï-chek
- Yang Chao - ancien PDG de la China Life Insurance (118ème entreprise mondiale quant au chiffre d'affaires au classement 2010 du Fortune Global 500)
- Li Jinjun (en) - ancien ambassadeur de Chine en Birmanie (2001-2005) et aux Philippines (2005-2008) et directeur-adjoint du département des liaisons internationales (en) du Parti communiste chinois. Actuel ambassadeur de Chine en Corée du Nord (depuis 2015).
- Joan Chen - actrice et réalisatrice sino-américaine.

## Transport
- la Ligne 9 du métro de Shanghai dessert cette université.